# Brilliance H230
Brilliance H230 и Brilliance H220 — субкомпактные автомобили, выпускавшиеся китайской автомобилестроительной компанией Brilliance China Auto в разные периоды с 2012 по 2020 год.

## Brilliance H230 и H230EV
Седан Brilliance H230 был представлен на китайском рынке в августе 2012 года. На его базе также выпускался электромобиль H230EV, цены которого варьировались от 179800 юаней.

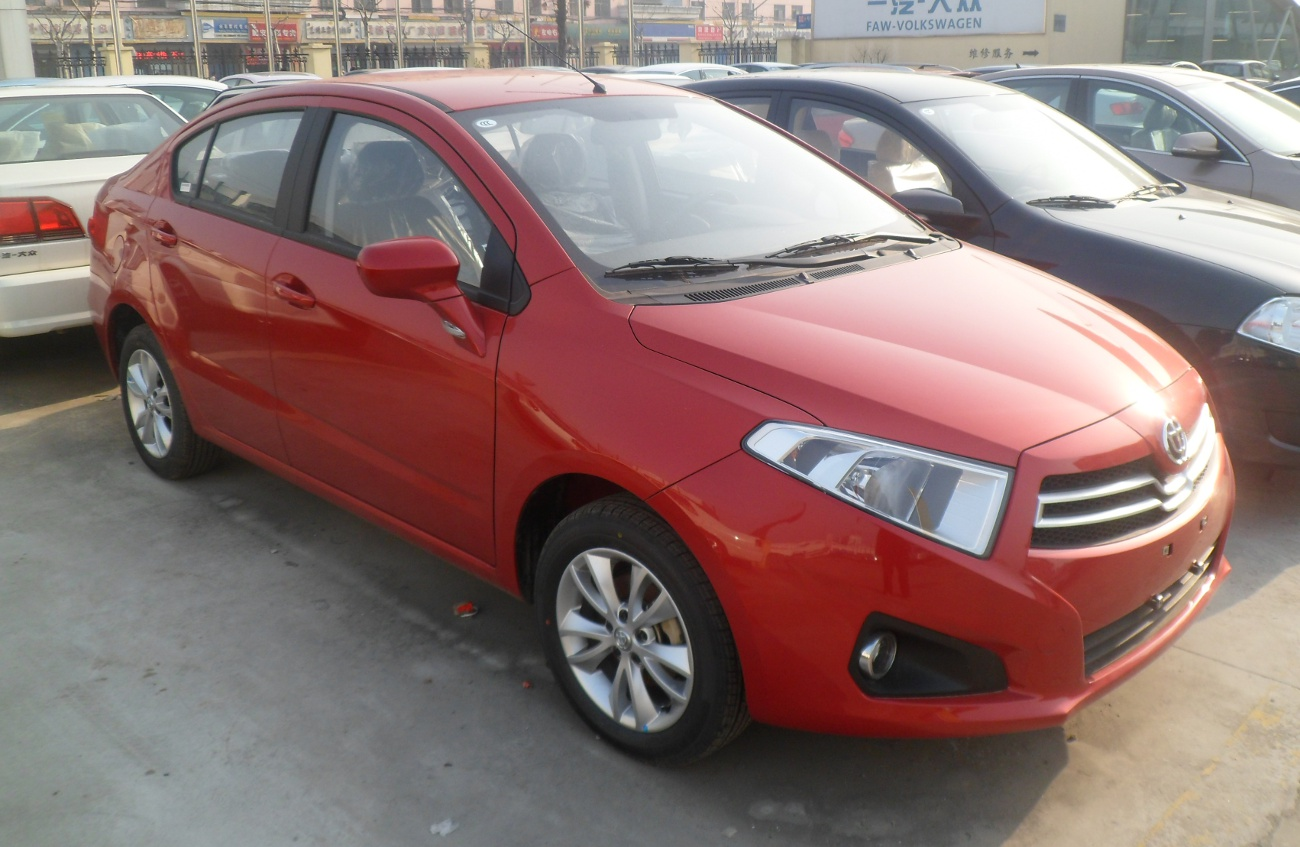
Вид спереди
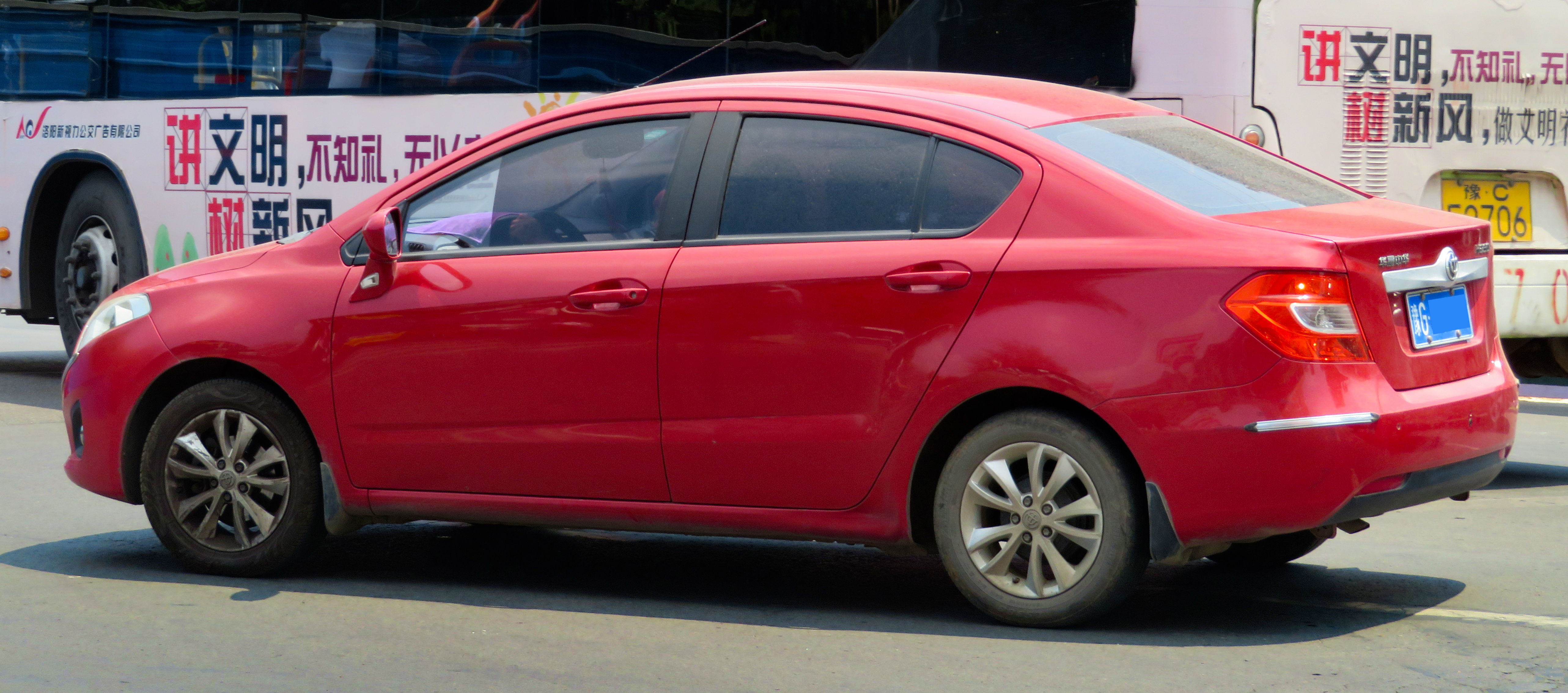
Вид сзади

## Brilliance H220
Хетчбэк Brilliance H220 был представлен на китайском рынке в ноябре 2013 года. Его цены варьировались от 54800 до 67800 юаней.

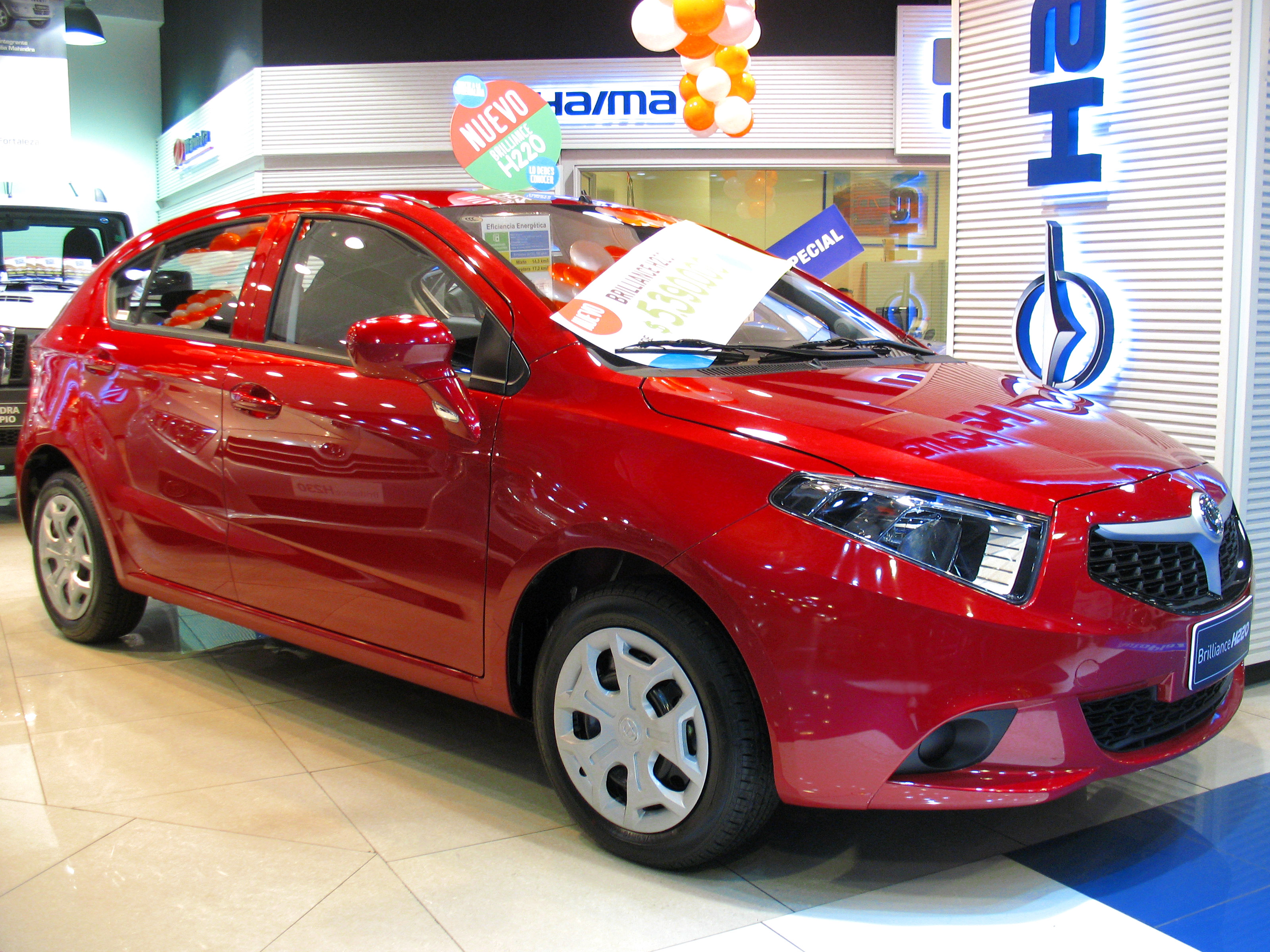
Вид спереди
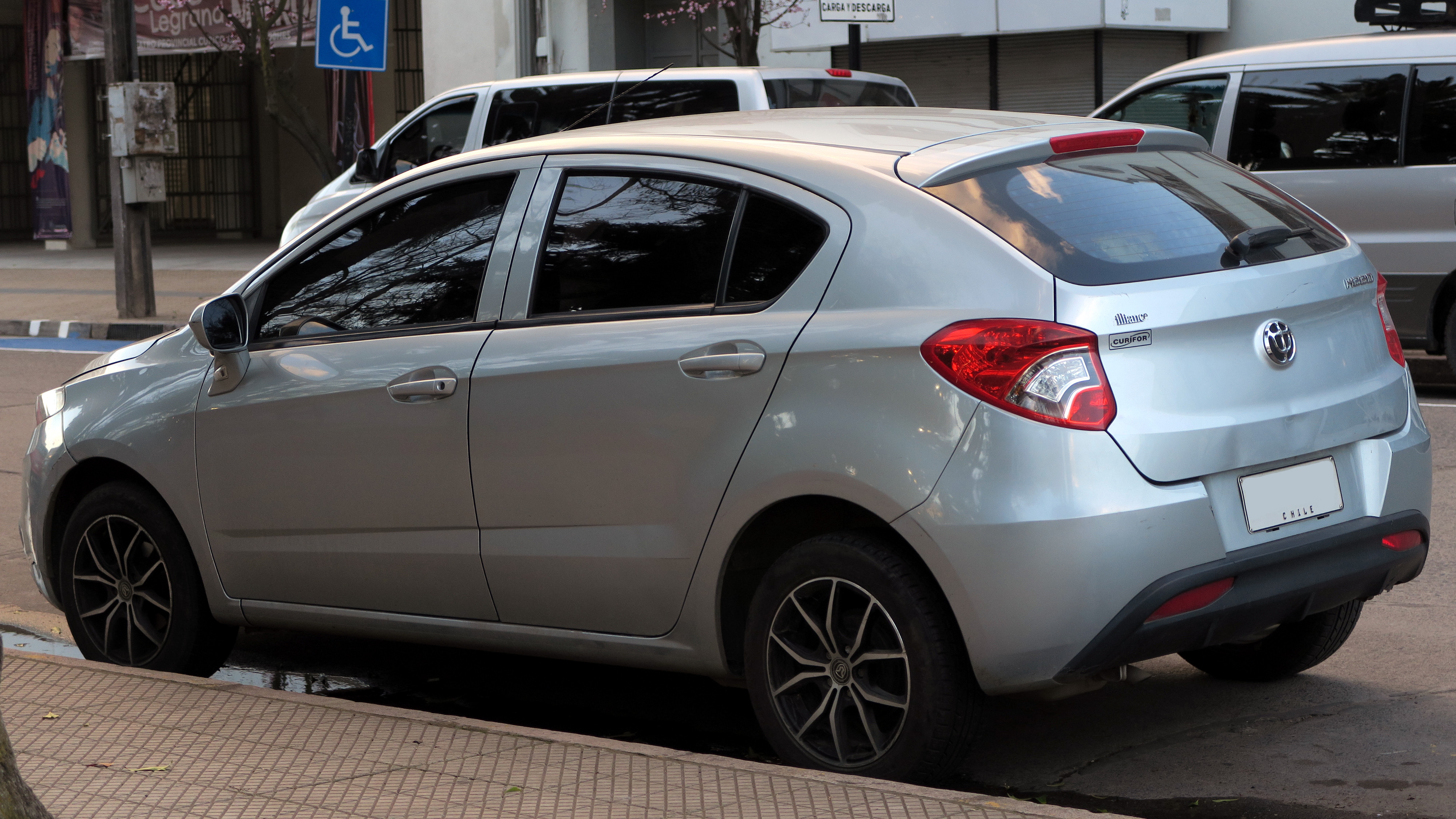
Вид сзади

## Технические характеристики
|                            | H230                      | H220                      | H230EV            |
| -------------------------- | ------------------------- | ------------------------- | ----------------- |
| Годы производства          | 08.2012—07.2018           | 11.2013—07.2018           | 02.2017—02.2020   |
| Двигатель                  | Бензиновый                | Бензиновый                | Электродвигатель  |
| Конфигурация               | R4                        | R4                        | —                 |
| Объём                      | 1498 см³                  | 1498 см³                  | —                 |
| Мощность при об/мин        | 77 кВт (105 л. с.) / 5800 | 77 кВт (105 л. с.) / 5800 | 65 кВт (88 л. с.) |
| Крутящий момент при об/мин | 143 Н⋅м / 3800—4200       | 143 Н⋅м / 3800—4200       | 180 Н⋅м           |
| Привод                     | Передний                  | Передний                  | Передний          |
| Трансмиссия                | 5-скор. МКПП              | 5-скор. МКПП              |                   |
| Трансмиссия (опционально)  | (6-скор. АКПП)            | (6-скор. АКПП)            | —                 |
| Максимальная скорость      | 175 км/ч                  | 170 км/ч                  | 135 км/ч          |
| Разгон до 100 км/ч         | 12,6 сек. (14,5 сек.)     | 12,3 сек.                 | 11,6 сек.         |
| Расход топлива (л/100 км)  | 7,0 л (7,2 л)             | 7,0 л (7,2 л)             | —                 |
| Полная масса               | 1207 кг (1214 кг)         | 1207 кг (1214 кг)         | 1340 кг           |
| Объём бака                 | 42 л                      | 42 л                      | —                 |